# 溝通高地
溝通高地（英語：Communication Heights）是南極洲的高地，位於奧次地，處於達爾文山脈的午夜高原以南，海拔高度約1,800米，該高地現時由南極條約體系管理。